# General Airborne Transport XCG-16
Le XCG-16 est un planeur de transport/d'assaut militaire de 40 places commandé par l'armée de l'air des États-Unis (USAAF), à General Airborne Transport Company.

## Design et développement
La conception du CG-16 a évolué à partir des théories du fuselage porteur (« lifting fuselages ») de Vincent Burnelli énoncées dans le brevet américain n°1 758 498, délivré le 13 mai 1930 ,, qui préconisait l'utilisation de fuselage porteur fournissant une forte proportion de la portance totale.
Pour participer à un concours à Wright Field pour un nouveau planeur d'assaut pour l'USAAF, Hawley Bowlus et Albert Criz ont conçu un planeur d'assaut à fuselage porteur de style Burnelli sous le nom de Bowlus-Criz MC-1.
Les origines du design sont contradictoires dans la littérature. Selon une source , le XCG-16 était un développement direct du précédent projet Burnelli A-1. L'A-1 était l'entrée pour un appel d'offres de l'United States Army Air Corps (USAAC) pour un bombardier stratégique moyen. Finalement, la compétition fut remportée par le Douglas B-18 Bolo, un dérivé du DC-3. L'A-1 a été conçu selon le concept typique de Burnelli comme un corps portant (lifting fuselages) avec deux poutres de queue. Il avait une envergure de 26,60 m (84 pieds), mais n'a progressé que jusqu'au stade de l'échelle 1:1 .
Selon une seconde source, Burnelli n'a été mis au courant du projet que lorsque soumis par General Airborne Transport (GAT) auprès du général Henry Harley Arnold, de l'USAAC. Arnold aurait demandé à Burnelli d'autoriser GAT à utiliser son concept de lifting fuselages afin de poursuivre le projet.
Il est incontesté que l'avion a été conçu par Harley Bowlus en 1942, c'est pourquoi la conception a été parfois appelée Bowlus-Burnelli.

## Contexte
Les États-Unis sont entrés en guerre avec l'Attaque de Pearl Harbor le 7 décembre 1941. Un programme de planeur a émergé d'abord porté par Lewin Barringer et Richard C. du Pont de la Soaring Society of America (SSA), mais aussi porté par Hawley Bowlus. Appuyé par Donald W. Douglas auprès de Henry Harley Arnold, chef de l'Air Corps, Bowlus avait envoyé ses plans pour un planeur de transport de troupes à Washington. Deux mois plus tard, vers mars 1941, l'armée a demandé à divers fabricants de soumettre des offres pour des planeurs cargo.
Hawley Bowlus soumissionne en mai 1941 pour le programme de planeur de l'armée au côté de Waco Aircraft, Frankfort Sailplane et St. Louis Aircraft (en). La Bowlus Sailplanes obtient des commandes pour des prototypes de planeurs de troupe (les XCG-7 (en) et XCG-8 (en) de 7 et 15 places), et pour un planeur biplace d'entrainement, le TG-12 (en). Bowlus avait les installations nécessaires pour construire les prototypes XTG-12 ; mais n'étant pas en mesure d'entreprendre la fabrication des XCG-7 et XCG-8, il a proposé que la production en quantité des planeurs cargo soit entreprise par des sous-traitants dans le Midwest, et pour les prototypes s'est tourné vers son ami Donald W. Douglas pour construire les XCG-7 et XCG-8, qui seront construits à la division El Segundo de Douglas Aircraft. Des tests statiques sur le XCG-7 ont été effectués à Wright Field le 10 février 1942 et renouvelés en juillet 1942. Le XCG-7 a volé pour la première fois le 15 juillet 1942 ; mais à ce moment-là, l'exigence de l'USAAF pour les planeurs de troupes à neuf places avait été remplie par le Waco CG-3A et le développement ultérieur du XCG-7 a été suspendu. Le TG-12 (en) (XBM-15) ne recevra pas de commande et le contrat sera annulé le 5 aout 1943. En août 1943, à la fin du projet de planeur d'entraînement, Bowlus avait démissionné de la Bowlus Sailplanes qu'il avait fondée, se retrouvant sans société.

## Bowlus-Criz MC-1demi taille
En février 1942, Bowlus avait commencé la conception et la construction d'un prototype (« flying flatcar »), un planeur à aile volante, ou corps portant inspiré des travaux de Vincent Burnelli. Un prototype demi-taille (46 pieds ou 14 mètres d'envergure) deux places du planeur avait été achevé plus tard cette année-là, pour prouver le concept et les qualités aérodynamiques du planeur, il avait volé avec succès et conservé la confiance dans le planeur grandeur nature. Le prototype est filmé de manière extensive par l'équipe de Bowlus à une période indéterminée.

## Bowlus-Criz MC-1
En octobre 1942, Bowlus et un associé, Albert Criz, ont lancé une campagne pour obtenir un contrat gouvernemental. Organisé sous le nom de Airborne Transport, Inc., de Los Angeles, l'entreprise est devenue, à son tour, l'Albert Criz Company, et enfin la General Airborne Transport Company, qui voit associé Bowlus et ses deux frères, Glenn et Fred, un promoteur nommé Albert Criz, et un avocat, Isidore Lidenbaum. Une entreprise de Chicago, General American Transportation Corp., détenait une participation majoritaire dans GAT.
La société occupe un petit magasin à Los Angeles.
En décembre 1942, Criz s'est présenté à Washington pour faire la promotion du Bowlus MC-1, mais s'est heurté au colonel Frederick Rogers Dent, pilote d'essai à Wright Field, et chef de la Dynamics and Glider branches (Experimental Engineering Division, Air Mobility Command) qui a catégoriquement rejeté la proposition. Les estimations de traînée du planeur selon lui étaient ridiculement basses, les caractéristiques de performance trop optimistes, le projet financé de manière inadéquate, et le personnel d'ingénierie manquant. Lors d'une réunion à Washington des hauts gradés du programme de planeurs, Alexis Felix du Pont (en), frère de Richard du Pont et Major de l'Air Transport Command, a alors exprimé son approbation pour le MC-1.
Dent à l'AMC ne s'est pas laissé faire. Le 16 février 1943, le général de division Oliver P. Echols, commandant du Material Command, a annoncé une enquête spéciale sur toute l'affaire. Trois généraux de brigade dont le général Nichols ont alors inspecté les installations du GAT, et découvert que l'usine était un petit magasin autrefois utilisé comme atelier de nettoyage à sec, bâtiment d'un étage, d'environ 30 piedsde large et 100 pieds de long, juste assez grand pour que le petit planeur qu'ils avaient construit puisse s'adapter latéralement. L'équipement visible se composait de quelques bancs de menuisier. Le général de brigade Benjamin W. Chidlaw (en) de l'Engineer Material Command a donné de la voix.
Le premier MC-1 grandeur nature a été construit à partir de juillet 1943 (été 1943), pendant deux mois. Evans Products, société de l'industriel de Détroit Edward S. Evans, une vieille connaissance de Bowlus a pris en charge la construction. Elle prend place dans des ateliers de Evans au 1122 West Washington boulevard à Los Angeles. Les contreplaqués moulés du planeurs sont conçus par la Molded Plywood Division de Evans Products. Cette société a été d'abord établie en tant que Plyformed Wood Company par le designer Charles Eames (1907-1978) et John Entenza (1905-1984), pour produire des fournitures médicales destinées aux Forces armées des États-Unis; connaissant différents problème financier, les activités de la société sont incorporées par Edward S. Evans. À cette époque, Evans était dans le conseil d'administration de la Bowlus Sailplanes. Il est difficile de déterminer si Evans Products participe au second prototype.
Le planeur terminé, le GAT l'a proposé à Wright Field pour test et évaluation, la société effectuant simultanément ses propres tests, .
Le 25 août 1943, Richard du Pont, alors Special Assistant for the Glider Program, photos à l'appui a présenté le planeur au général Henry Harley Arnold, lui expliquant les circonstances dans lesquelles il avait été construit; il a alors recommandé qu'il soit acheté comme approuvé commercialement comme pour le Douglas B-18 Bolo, dérivé du DC-2. Dick du Pont voyait un grand avenir pour le MC-1, pour des trains de planeurs transcontinentaux. Une semaine après sa rencontre avec Amold (autour du 1 septembre 1943) du Pont a de nouveau présenté le MC-I au général Oliver P. Echols, suggérant qu'un contrat soit passé par le Materiel Command (en) pour 1 000 planeurs, le contrat devant être administré par le ministère du Commerce.
À l'époque une invasion du Japon était à l'étude, le MC-1 était plus robuste que le maladroit CG-4A de Waco qui n'aurait certainement pas pu être utilisé pour les vols longue portée au dessus de l'eau de l'invasion du Japon. L'Opération Downfall ne tenait pas compte du Projet Manhattan, qui était alors un secret bien gardé.
Le planeur reçoit une licence expérimentale de la Civil Aeronautics Administration, et le planeur est testé en vol par Hawley Bowlus au Lockheed Air Terminal en Californie et par la suite, sur la recommandation de du Pont, emmené à March Field, où il arrive le 10 septembre 1943, piloté par des employés civils de la Albert Criz company, remorqué par un B-24 de l'armée depuis la Californie jusqu'à Washington. Le planeur réussit plusieurs vols, mais le 11 septembre 1943, le prototype s'écrase lors d'un vol de démonstration non autorisé, dans lequel Richard du Pont est tué,.

## Crash de l'Airborne and General MC-1
À la suite de sa nomination en tant qu'assistant du Général Henry Harley Arnold, — « Special Assistant for the Glider Program » — à la tête du programme de planeur de l'Air Corps, en février 1943 (après la mort de son prédécesseur et ami Lewin Barringer), Richard C. « Dick » du Pont, ancien associé de Bowlus (dans la Bowlus-DuPont Sailplane Company, de 1933 à 1936), effectue différentes missions pour le Département de la guerre en tant que spécialiste technique et professionnel civil. Par la suite, de temps à autre, du Pont, lorsque le programme de planeurs nécessite sa présence à des endroits précis, reçoit ses ordres de la Division du personnel civil. Le 6 septembre 1943, du Pont demande un ordre de voyage lui permettant de quitter Washington le 8 septembre pour se rendre en Californie dans le cadre d'un projet spécial pour le programme de planeurs ; l'ordre est délivré le jour même par la Division du personnel civil. Le projet spécial était en relation avec l'accident 11 septembre.
Le planeur reçoit une licence expérimentale de la Civil Aeronautics Administration, et des vols d'essai sont autorisés par cette agence. Conformément à cette autorité, le planeur (qui n'appartient pas à l'armée et est à tout moment la propriété du fabricant civil) est testé en vol par Hawley Bowlus au Lockheed Air Terminal en Californie et par la suite, sur la recommandation de du Pont, emmené à March Field, où il arrive le 10 septembre 1943. Il est prévu que le planeur, piloté par des employés civils du constructeur, soit remorqué par un B-24 de l'armée depuis la Californie jusqu'à Washington.
du Pont et le colonel Percival Ernest Gabel, tous deux liés au programme de planeurs, atteignent March Field le 10 septembre. Plusieurs vols d'essai du planeur sont effectués ce jour-là, Bowlus en tant que pilote et du Pont et le Gabel en tant que passagers. L'après-midi du 11 septembre, le colonel Gabel obtient de Bowlus la permission d'effectuer un vol de familiarisation dans le planeur en tant que premier pilote. Il n'a alors aucune autorisation militaire pour effectuer ce vol. Il insiste cependant et Bowlus accède à sa demande. Lewis Howard Morrison, un employé civil du constructeur, est alors copilote et du Pont l'un des passagers. Trois autre passager sont membres de la Albert Criz company. Un C-60 de l'armée remorque le planeur,,.
Sur ce vol, le colonel Gabel aurait perdu le contrôle en raison d'une technique de pilotage défectueuse. Le planeur a décollé avec quelques passagers et chargé de sacs de grenaille de plomb ou de sable pour porter la charge à pleine capacité. Le lest mal fixé s'est détaché lorsque le planeur a traversé le souffle de l'avion remorqueur Lockheed C-60, provoquant un déplacement catastrophique vers l'arrière du centre de gravité,. Le planeur a commencé à marsouiner, mettant en danger l'avion remorqueur. Le planeur d'essai s'est détaché du remorqueur. À ce moment-là, le planeur était tellement déséquilibré qu'il était incontrôlable et il a plongé,. Dans l'accident qui a suivi, du Pont a sauté en parachute, mais son parachute ne s'est pas rempli correctement et il a été tué,. L'avion s'écrase 2 miles au sud-ouest de March Field, à Riverside.
A. Félix du Pont s'est souvenu: 
« The night before the accident, Richard had been discussing the merits of flying above or below the slipstream. At 4,000 feet above March Field the glider descended below the slipstream, but to its clean design, caught up on the rope. When the rope jerked the shot bags moved aft making a tail heavy condition and the went up. He was busy moving shot bags. The pilot and the rope made the nose go down. On the next rise, the pilot cut loose and the glider went into a stall and started to spin. The pilot ordered the ship abandoned. And as you know, Richard's chute didn't open, though a couple of others did and full report was written up »
« La nuit avant l'accident, Richard avait discuté des mérites de voler au-dessus ou au-dessous du sillage. À 4000 pieds au-dessus de March Field, le planeur est descendu sous le sillage, mais selon sa conception épurée, il a rattrapé la corde. Lorsque la corde s'est tendue, les sacs de lest se sont déplacés vers l'arrière, ce qui a rendu la queue lourde et l'avant s'est soulevé. Il était occupé à déplacer les sacs de lest. Le pilote et la corde ont fait descendre le nez. Lors de la montée suivante, le pilote s'est détaché et le planeur a décroché et a commencé à partir en vrille. Le pilote a ordonné l'abandon du navire. Et comme vous le savez, le parachute de Richard ne s'est pas ouvert, bien que quelques autres l'aient fait un rapport complet a été rédigé. »
L'accident fait trois victimes sur les six occupants. Gabel, duPont et Lewis Howard Morrison de San Fernando, pilote de planeur professionnel et employé de la Albert Criz Company, le copilote meurent dans l'accident. Paul M. Wells et Harry N. Perl tous deux employés de la Albert Criz Company ont pu s'éjecter et ouvrir leur parachute.
La mort de Richard du Pont, proche de celle de Lewin Barringer, deux champions du vol à voile, a eu une résonance sinistre aux États-Unis. Le frère de Richard du Pont, le major Alexis Felix du Pont, Jr (en), a été nommé pour lui succéder à la tête du programme de planeurs.
du Pont avait espéré le faire voler d'un océan à l'autre, pour montrer ses performances sur un long remorquage tel qu'il serait nécessaire pour envahir le Japon, mais la bombe A a mis fin à tout projet pour cet engin.

## Le General Airborne Transport XCG-16
Malgré la tragédie, Albert Criz du GAT a poursuivi sa promotion du MC-1 ; il a finalement obtenu le soutien inattendu du major général Barney M. Giles (en), chef d'état-major de l'air, qui a averti le général Arnold qu'il existait un réel besoin de MC-I, et a dirigé l'achat d'une flotte d'invasion de 1 000 planeurs Bowlus-Criz. L'opposition au sein du Material Command fut immédiate et véhémente, et le général Giles annula son ordre le 9 novembre.
Malgré tous les problèmes de conception et le crash du MC-1, un contrat a été approuvé le 13 novembre 1943 pour deux articles de vol d'essai et un article d'essai statique du planeur MC-1 désigné sous le nom de USAAF XCG-16. Criz a promis de les livrer au plus tard en février 1944, mais trois mois après la date limite aucun n'était achevée. Au mois d'octobre suivant, les dépassements de coûts étaient de 2 150 000 $.
Le XCG-16A est un planeur à double boom tout en bois d'une envergure de 91 pieds 10 pouces, doté d'un fuselage aérodynamique porteur entre les booms dans lequel soit le fret, soit les troupes pouvaient être transportés dans deux compartiments de 16 pieds x 7 pieds. La charge pouvait consister en quatre tonnes de fret ou 48 soldats armés. L'avant de l'aile s'ouvrait vers le haut et vers le bas, les portes inférieures faisant office de rampe de chargement. Une maquette de l'organisation du logement des troupes montre que le compartiment s'effile vers le bord de fuite, laissant peu de place pour les malheureux à l'arrière. Le poste de pilotage pour deux personnes assises en tandem sous une verrière continue se trouvait au sommet de la section centrale. Un seul aileron et gouvernail était monté sur l'empennage entre les boom. Le train d'atterrissage du tricycle était rétractable et des volets étaient montés sur les panneaux extérieurs de l'aile et la section centrale du fuselage. Le XCG-16 était construit principalement en contreplaqué et en contreplaqué moulé, bien que toutes les surfaces de vol et les volets aient été recouverts de tissu,.
Un seul XCG-16, (44-76193), a été fabriqué et testé (70 vols d'essai), au Clinton Army Air Field et à Orlando, en Floride, par le Army Air Forces Board, démontrant de bonnes qualités de vol, mais des problèmes majeurs avec l'équipement et les procédures militaires ont exclu le CG-16 d'un contrat de production, car il ne répondait pas aux attentes militaires en tant que planeur de combat,. Le 2 novembre 1944, un comité d'évaluation de l'armée de l'air a déclaré le XCG-16, « inadapté sur le plan opérationnel et tactique »: ce comité a évalué que le planeur avait une protection inadéquate contre les collisions, des rampes de chargement insatisfaisantes, des sorties de personnel insuffisantes, un emplacement inconfortable de l'équipement de vol, une charge latérale critique et une visibilité restreinte pour le pilote. Le contrat pour tous les travaux restants sur le CG-16 a été annulé le 30 novembre 1944.
Des essais en vol avaient eu lieu à la base aérienne d'Oxnard (en) en Californie et, en août 1944, quatre pilotes de planeur, Hawley et Fred Bowlus, Paul E. Tuntland et Harry Perl, ont prouvé la valeur du XG-16 lorsqu'ils ont volé avec succès de March Field à Clinton County Air Base (en) dans l'Ohio (3 500 km) en 13 heures 4 minutes, non compris deux arrêts de ravitaillement pour le remorqueur B-17.
De 1941 à 1947 aux États-Unis, seuls les planeurs de troupe de Waco seront suivis d'une commande de série. Le Waco CG-4 Hadrian sera commandé à 10 879 exemplaires.

## Variantes
Bowlus-Criz MC-1 demi-échelle

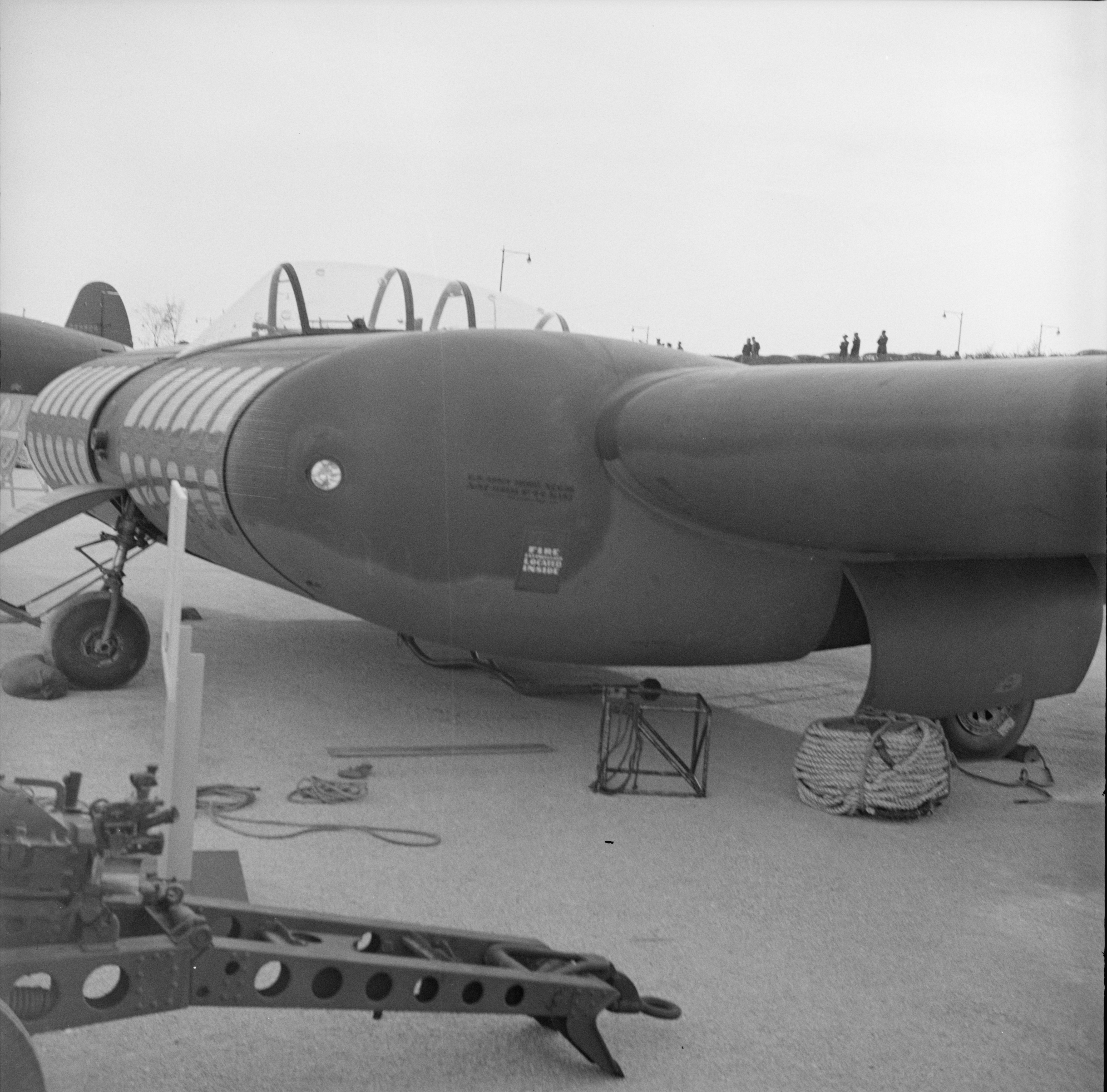
XCG-16 en octobre 1944

Un modèle volant à l'échelle 1:2 du MC-1/XCG-16. Des essais en vol réussis ont prouvé les qualités aérodynamiques du MC-1. Après avoir terminé le vol lié au CG-16, le MC-1 à l'échelle 1: 2 a été converti en aile volante par Don Mitchell, l'un des amis de Hawley Bowlus et un collègue de Bowlus Sailplanes.
Airborne and General MC-1
Le prototype civil grandeur nature du CG-16, détruit lors de son deuxième vol, un vol de démonstration.
General Airborne Transport XCG-16
Trois prototypes du XCG-16 militaire ont été commandés, mais un seul a été achevé sous le numéro 44-76193. Les essais ont révélé des lacunes majeures dans la capacité du CG-16 à remplir la mission prévue, malgré de bonnes qualités de vol.

## Caractéristiques
- Equipage: Deux pilotes
- Capacité: 42 membres d'équipage ou 4,570 kg (10 050 livres) de charge
- Longueur: 48 pieds 4 pouces (14,72 m)
- Envergure: 91 pieds 10 pouces (27,98 m)
- Hauteur: 18 pieds 4 pouces (5,58 m)
- Voilure: 1 139 pieds carrés (105,9 m2)
- Aspect ratio: 7.4
- Poids à vide: 9 480 livres (4 310 kg)
- Poids brut: 19 540 livres (8 880 kg)

Performance
- Vitesse maximum: 220 miles par heure (354 km/h, 190 kn)

## Vidéos
- Une vidéo du Air and Space Museum de San Diego présente différentes configurations du modèles demi-taille dont est dérivé le MC-1 (qui s'est écrasé plus tard). Le deuxième planeur, de couleur jaune, est la version modifiée par Don Mitchell. Elle utilise des stabilisateurs externes. Bowlus, le pilote Paul E.Tuntland et Mitchell l'ont piloté plusieurs fois sur les lacs salés. La troisième version du même planeur, NX1950, est équipée d'un cockpit fermé, l'enceinte supérieure de l'aile profilée, et ce qui semble être un moteur à essence 4 cylindres, 2 temps, 16 CV « Radio Control Airplane Engine » sur son nez (dixit Jim Moffet)[29] (vidéo Youtube).
- John Caston, un temps compagnon  de route d'Hawley Bowlus, évoque son parcours[30] (vidéo Youtube).
- Essais en vol du XCG-16[31] (vidéo Youtube)).
- Montage et essais du XCG-16[32] (vidéo Youtube).
- Essais en vol du XCG-16[33] (vidéo Youtube).

## Artefacts
- Photo : photographie de plusieurs photos collées dans un bureau ou une boutique (?), découpées pour présenter une photographie du planeur en contreplaqué CG-16 Flying Flatcar NX21757 en vol, et inscrit avec les salutations de vacances: « To the "Loyal Gang" who built it. Merry X-mas '43. Wm. Hawley Bowlus. Albert » (partiellement illisible). Library of Congress, Prints & Photographs Division, The Work of Charles and Ray Eames. Eames Office[34].
- Une ébauche en contreplaqué de bouleau moulé avec placage d'acajou des carénages du nez du planeurs est conservée au Museum of Modern Art de New York (103.89), « Study for a Glider Nose ». Sont crédités de l'œuvre, Charles Eames, Gregory Ain (en), Harry Bertoia, Norman Bruns, Ray Eames, Marion Overby[35],[36].